# Pina Kühr
Pina Kühr (* 21. Mai 1987 in Freiburg im Breisgau) ist eine deutsche Schauspielerin.

## Leben
Nach ihrem Abitur spielte Pina Kühr von 2006 und 2008 am Badischen Staatstheater Karlsruhe. Das Schauspielstudium absolvierte sie von 2008 bis 2012 an der Folkwang Universität, Studiengang Schauspiel Bochum (ehemals Westfälische Schauspielschule Bochum). Bereits während ihres Studiums schrieb sie Drehbücher für zwei Kurzfilme Ein.Paar.Geschichten. und Martha und Isabelle und verfilmte diese eigenständig. Beide Kurzfilme liefen 2010 auf zahlreichen Filmfestivals, u. a. beim 31. Filmfestival Max Ophüls und dem Festival Shorts at Moonlight.

## Beruflicher Werdegang
Nach ihrer Schauspielausbildung war sie zunächst in der Spielzeit 2011/12 Gast am Schauspielhaus Bochum. Unter anderem spielte sie dort Mutter Margarite bei Cyrano de Bergerac, Regie Katharina Thalbach. Außerdem spielte sie am freien Theater ROTTSTR5 Theater! Wer hat Angst vor Virginia Woolf…? die Honey in der Regie von Michael Lippold. Von 2012 bis 2015 war Pina Kühr festes Ensemblemitglied am Theater Regensburg. Dort spielte sie unter anderem die Amalia in Die Räuber (Regie: Marcus Lobbes), die Marie im Woyzeck (Regie: Katrin Plötner) und Jessica Höfel in Frau Müller muss weg (Regie: Sahar Amini). Ihr nächstes Festengagement von 2015 bis 2017 trat sie am Theater Bamberg an. Dort spielte sie in der viel beachteten Eröffnungspremiere Die Nibelungen (Regie: Sibylle Broll-Pape) die Kriemhild. Neben vielen weiteren Rollen spielte sie in Die Elixiere des Teufels nach E.T.A. Hoffmann, eingerichtet von Hannes Weiler, die weiblichen Hauptfiguren Aurelie und Euphemie. Die Fachzeitschrift Die Deutsche Bühne nennt die Inszenierung als Beste Regie in der Spielzeit 15/16.

## Filmkarriere
2017 zog Pina Kühr nach Berlin und widmete sich ganz der Arbeit vor der Kamera. 2018 erhielt sie ihre erste Filmrolle als Titelfigur der Joyn-Serie Die Läusemutter. Regie führte Jan Albert de Weerd, Showrunner des Niederländischen Originals von Bing Film & TV. Das erfolgreiche Format wird aktuell in drei weiteren Ländern adaptiert.
In der 9. Staffel in der RTL-Serie Der Lehrer spielte sie Sarah, eine Bombenentschärferin. Im ARD Fernsehfilm Alte Freunde, spielte Pina Kühr neben Barry Atsma und Ulrike C. Tscharre.
2021 strahlte das ZDF den Rosamunde-Pilcher-Fernsehfilm Stadt, Land, Kuss aus und erreichte damit 5,59 Millionen Zuschauer. Pina Kühr spielt die weibliche Hauptrolle der Flora.
Neben ihrer Schauspieltätigkeit absolvierte Pina Kühr eine Weiterbildung (STOFF.lab) für die Entwicklung von fiktionalen Filmstoffen an der Münchner Filmwerkstatt.

## Auszeichnungen
Mit dem Tanztheaterstück Cirko erhielt Pina Kühr mit ihrem Jahrgang den Folkwang Preis 2010.

## Filmografie
- 2012: Ruf mich an!
- 2019: Ein starkes Team (Fernsehserie, Folge 1x78 Erntedank)
- 2020: Die Läusemutter (Fernsehserie, 19 Folgen)
- 2020: Der Lehrer (Fernsehserie, 4 Folgen)
- 2020:  Kroymann (Satiresendung, Folge 1x10)
- 2020: Alte Freunde (Fernsehfilm)
- 2021: Rosamunde Pilcher – Stadt, Land, Kuss (Fernsehreihe)
- 2021: Nix Festes (Fernsehserie, Folge 2x05 Don't Cha?)
- 2021: SOKO Wismar (Fernsehserie, Folge 19x07 Geisternetze)
- 2021: Eine Liebe später (Fernsehfilm)
- 2022: Schlussklappe
- 2022: Tatort: Der Mörder in mir (Fernsehreihe)
- 2022: Bettys Diagnose (Fernsehserie, Folge 9x02 Gegen den Strom)
- 2023: jerks. (Fernsehserie, Folge 05x05 Stauffenberg)
- 2023: Kohlrabenschwarz (Fernsehserie, 2 Folgen)
- 2024: Morden im Norden (Fernsehserie, Serienspecial Am Abgrund)
- 2024: Lena Lorenz: Kreuz und queer (Fernsehreihe)
- 2024: Helen Dorn: Todesmut (Fernsehreihe)
- 2024: Alles gelogen (Fernsehfilm)
- 2024: Blutige Anfänger (Fernsehserie, Folge Edelfeder)
- 2025: Cassandra (Fernsehserie)
- 2025: Die Kanzlei (Fernsehserie, Folge Ohne Folgen)